# Coronavirusul sindromului respirator acut sever
Coronavirusul sindromului respirator acut sever (SARS-CoV sau SARS-CoV-1) este o tulpină de virus care provoacă sindromul respirator acut sever (SARS). Este un virus ARN monocatenar, anvelopat, cu polaritate pozitivă, care infectează celulele epiteliale din plămâni. Virusul pătrunde în celula gazdă prin legarea la receptorii angiotensinei II. Acesta infectează oamenii, liliecii și civetele de palmier.
Pe 16 aprilie 2003, în urma epidemiei de SARS din Asia și cazurilor secundare în alte părți din lume, Organizația Mondială a Sănătății (OMS) a emis un comunicat de presă care să ateste că acel coronavirus identificat de un număr de laboratoare a fost cauza oficială a SARS. Centrul pentru Prevenirea și Controlul Bolilor (CDC) din Statele Unite ale Americii și Laboratorul Național de Microbiologie (NML) din Canada au identificat genomul SARS-CoV în aprilie 2003. Oamenii de știință de la Universitatea Erasmus din Rotterdam, Olanda, au demonstrat că coronavirusul SARS îndeplinește postulatele lui Koch, confirmându-l astfel drept agent cauzal. În experimente, macacii infectați cu acest virus au dezvoltat aceleași simptome ca și victimele umane.
O pandemie din cauza bolii noului coronavirus în 2019 a demonstrat multe similitudini cu izbucnirea epidemiei SARS, iar agentul viral a fost identificat ca încă o altă tulpină de coronavirus legat de SARS, numită SARS-CoV-2.

## SARS

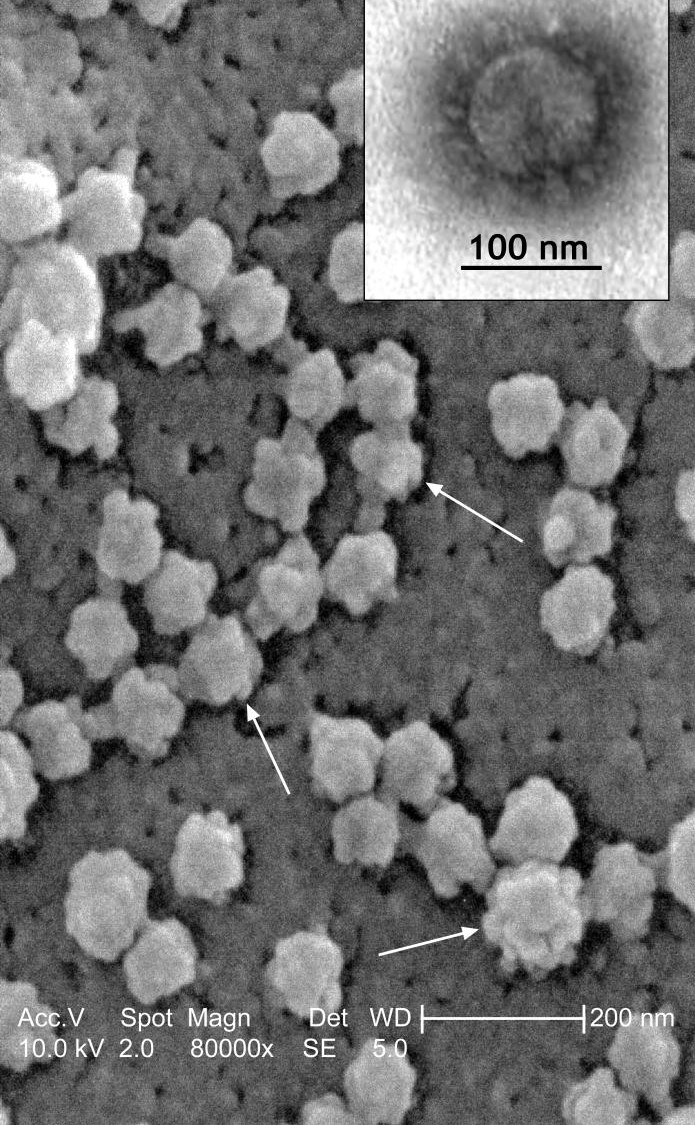
Micrografie electronică a virionilor SARS

SARS, sau sindromul respirator acut sever, este o afecțiune cauzată de SARS-CoV. Provoacă de multe ori o afecțiune gravă și este marcat inițial prin simptome sistemice de dureri musculare, dureri de cap și febră, urmată în 2-14 zile de la debut de simptome respiratorii, în principal tuse, dispnee și pneumonie. O altă constatare comună la toți pacienții SARS este o scădere a numărului de limfocite circulante în sânge.
În urma izbucnirii epidemiei SARS din 2003, aproximativ 9% din pacienții cu infecție de SARS-CoV confirmată au murit. Rata mortalității a fost mult mai mare pentru cei peste 60 de ani, cu rate de mortalitate apropiate de 50% pentru acest subgrup de pacienți.

## Istoric
Pe 12 aprilie 2003, oamenii de știință care lucrează la Michael Smith Genome Sciences Centre din Vancouver au finalizat cartografierea secvenței genetice a unui coronavirus considerat a fi legat de SARS. Echipa a fost condusă de Marco Marra și a lucrat în colaborare cu Centre for Disease Control British Columbia și National Microbiology Laboratory din Winnipeg, Manitoba, folosind mostre de la pacienții infectați în Toronto. Datele, apreciate de către OMS drept un important pas înainte în lupta împotriva SARS, a fost publicate pentru oamenii de știință din întreaga lume prin intermediul sitului GSC (vezi mai jos). Donald Low de la Spitalul Mount Sinai din Toronto a descris descoperirea ca fiind efectuată cu „o viteză fără precedent”. Secvența de coronavirus SARS a fost confirmată și de alte grupuri independente.
La sfârșitul lunii mai 2003, studii pe mostre de la animale sălbatice vândute ca alimente în piața locală în Guangdong, China, au găsit o tulpină de coronavirus SARS care a putut fi izolată din civetele de palmier (Paguma sp.), dar animalele nu arătau întotdeauna semne clinice. Concluzia preliminară a fost că virusul SARS a trecut xenografic bariera de la civete la oameni și peste 10.000 de civete au fost ucise în Provincia Guangdong. Virusul a fost găsit mai târziu și la câinii enot (Nyctereuteus sp.), dihori (Melogale spp.) și pisici domestice. În 2005, două studii au identificat o serie de coronavirusuri asemănătoare SARS la lilieci în China. Analiza filogenetică a secvențelor acestor virusuri au indicat o probabilitate mare ca originea coronavirusului SARS să fie în lilieci și ca răspândirea la oameni să fi fost fie directă, fie prin intermediul animalelor din piețele chinezești. Liliecii nu prezentau semne vizibile de boală, dar sunt rezervoare naturale susceptibile de coronavirusuri asemănătoare SARS. La sfârșitul anului 2006, oamenii de știință de la Centrul Chinez pentru Prevenirea și Controlul Bolilor de la Universitatea din Hong Kong și Centrul pentru Prevenirea și Controlul Bolilor Guangzhou au stabilit o legătură genetică între coronavirusul SARS care apar la civete și oameni, confirmând ipoteza că virusul a sărit între specii.

## Virusologie
Coronavirusul SARS urmează strategia de replicare tipică subfamiliei de coronavirus. Receptorul uman primar al virusului este enzima de conversie a angiotensinei 2 (ECA2), identificat pentru prima dată în 2003.